# Mitläufer
Un Mitläufer (Archivo de audio "ˈmɪtˌlɔɪ̯.fɐ" no encontrado, alemán para " compañero de viaje "; plural Mitläufer, femenino Mitläuferin ) es una persona vinculada o simpatizante pasiva de ciertos movimientos sociales, a menudo predominantes, controvertidos o radicales. En inglés, el término se usó con mayor frecuencia después de la Segunda Guerra Mundial, durante las audiencias de desnazificación en Alemania Occidental, para referirse a personas que no estaban acusadas de crímenes nazis pero cuya participación con el Partido Nazi se consideraba tan significativa que no podían ser exoneradas de los crímenes del régimen nazi .

## Etimología
La palabra alemana Mitläufer (literalmente "con el que camina" o "el que camina con") ha sido de uso común desde el siglo XVII. Significa tanto como "seguidor", más literalmente "que acompaña", una persona que cede a la presión de grupo. Un Mitläufer es aquel que no está convencido de la ideología del grupo que sigue y simplemente no ofrece resistencia, ya sea por falta de coraje o por oportunismo.
El término suele traducirse al inglés como «compañero de viaje» o «parásito», pero no es equivalente a ninguno de los dos. Un diccionario alemán ofrece la traducción al inglés como "seguidor".  Un diccionario de la versión inglesa lo define como "seguidor pasivo".
La palabra alemana Mitläufereffekt se deriva de Mitläufer. Mitläufereffekt, también llamado Bandwagon-Effekt (efecto bandwagon), se refiere al efecto que un éxito percibido ejerce en la voluntad de los individuos para sumarse al éxito esperado. Por ejemplo, a los votantes les gustaría estar del lado ganador y por eso prefieren elegir al candidato que creen que ganará.

## Definiciones legales
En el sector estadounidense de la Alemania ocupada por los Aliados, un "seguidor" era el segundo grupo o categoría más baja en los procedimientos de desnazificación. Las audiencias de desnazificación clasificaron a los alemanes según cinco grupos: 
- 1. Infractores mayores (alemán: Hauptschuldige )
- 2. Infractores: activistas, militantes o especuladores (en alemán: Belastete )
- 3. Delincuentes menores (alemán: Minderbelastete )
- 4. Seguidores (en alemán: Mitläufer )
- 5. Personas exoneradas (en alemán: Entlastete )

En la Austria ocupada por los Aliados, el término ruso poputchik ( compañero de viaje ) fue traducido al alemán como Mitläufer, y eran considerados "delincuentes menores" (una persona que, aunque no estaba formalmente acusada de participar en crímenes de guerra, estaba lo suficientemente involucrada con el régimen nazi hasta el punto de que las autoridades aliadas no podían exonerarlos legalmente).

## Evaluación
De las cinco categorías, Mitläufer es el más controvertido, ya que no se relaciona con ninguna actividad criminal nazi formal, tal como se define en los juicios de Núremberg, sino sólo con un apoyo indirecto vagamente definido a los crímenes nazis. Por eso, el ex-canciller alemán Helmut Schmidt pudo decir sobre el carné de miembro del Partido Nazi de Herbert von Karajan : "Karajan obviamente no era un nazi. Era un Mitläufer." 
En esencia, los Mitläufer fueron declarados culpables de facto por contribuir a crímenes nazis, aunque no estuvieran necesariamente comprometidos ideológicamente con algunas doctrinas nazis esenciales, especialmente el racismo biológico y la política de exterminio judío.
El Mitläufer nazi a menudo eran de un tipo ligeramente diferente: simpatizaban con los nazis pero sólo participaban indirectamente en atrocidades nazis como el genocidio. Es por esto que esta categoría se utilizó a menudo como una forma fácil de excusar legalmente a la mayoría de los alemanes de los crímenes nazis.[cita requerida]

## Ejemplos
Además de von Karajan, el entre los Mitläufer más conocidos se encontraba el filósofo Martin Heidegger, la cineasta Leni Riefenstahl, Christian Schad, y Wilhelm Stuckart .